# Ohňovec ovocný
Ohňovec ovocný (Phellinus pomaceus nebo také Phellinus tuberculosus) je fytopatogenní houba z čeledě kožovkovité (Hymenochaetaceae) řádu kožovkotvaré (Hymenochaetales). Plodnice není jedlá, je velmi tuhá. Ohňovce patří mezi nebezpečné parazity způsobující úhyn dřevin.

## EPPO kód
PHELPO

## Synonyma patogena

### Vědecké názvy
Podle biolib.cz je pro patogena s označením ohňovec ovocný (Phellinus pomaceus) používáno více rozdílných názvů, například Boletus fomentarius var. pomaceus nebo Fomes prunorum.

### České názvy
- Ohňovec slivkový[3]

## Zeměpisné rozšíření

### Výskyt v Evropě

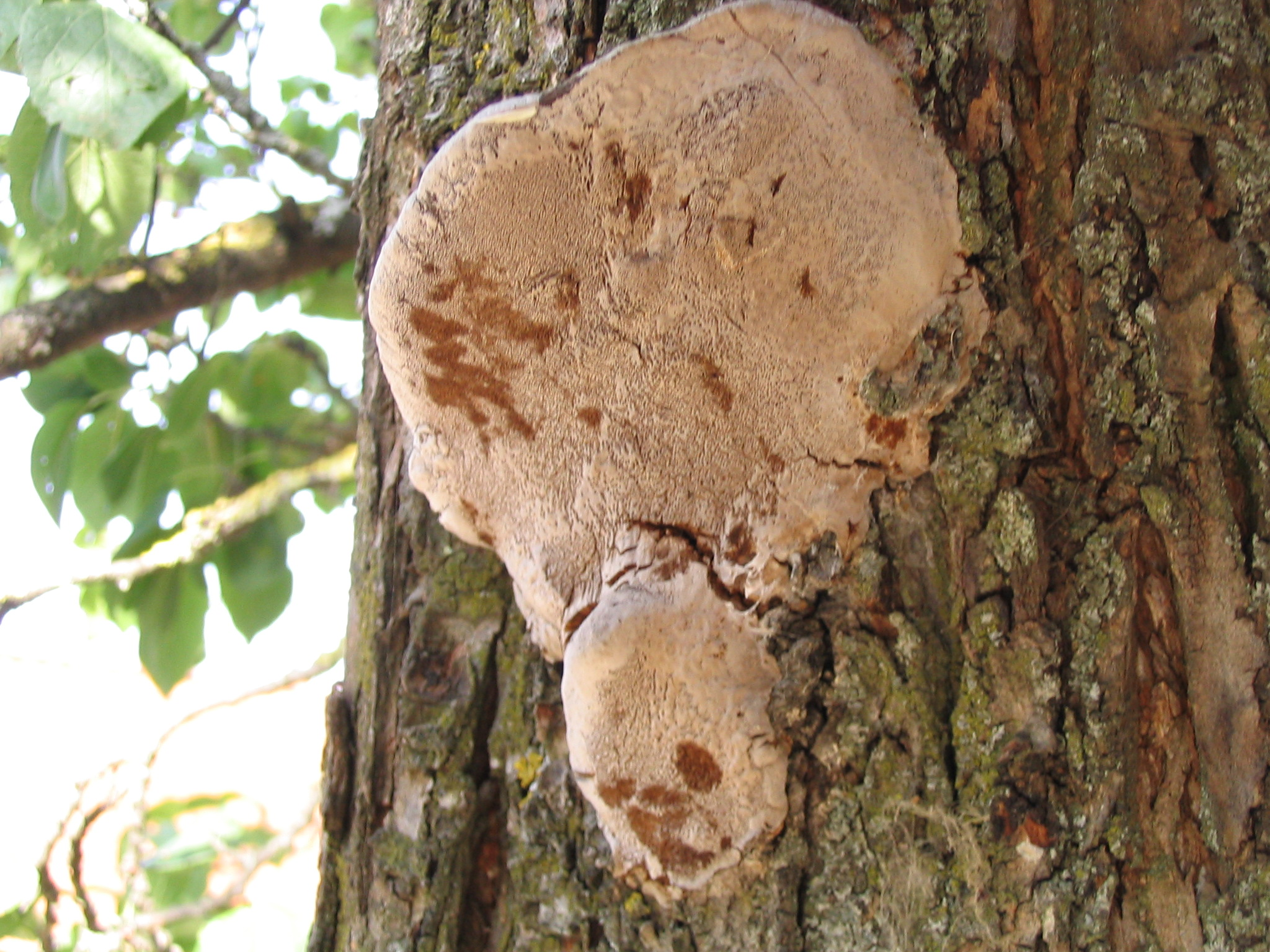
Ohňovec ovocný (Phellinus pomaceus)

Ve většině zemí Evropy běžný druh.

### Výskyt v Česku
V ČR běžný druh.

## Popis
Plodnice bývají částečně rozlité až kloboukaté 25-80mm široké, ploché nebo hlízovité. Povrch plodnice soustředně pásovaný, rozpraskaný, šedohnědý až červenohnědý, na povrchu často porostlý řasami. Rourky jsou dlouhé až 15mm se žlutohnědými až šedohnědými póry, které po otlačení rezavějí.

## Hostitel
Peckoviny.
- slivoň švestka
- meruňka obecná
- trnka obecná

## Příznaky
Plodnice na větvích nebo kmeni, žlutavé mycelium pod plodnicemi.

### Možnost záměny
Ohňovec hrbolatý (Phellinus torulosus), ohňovec obecný (Phellinus igniarius), sírovec žlutooranžový (Laetiporus sulphureus), outkovka rumělková (Pycnoporus cinnabarinus).

## Význam
Nejedlý. Způsobuje hniloby kmene, usychání větví, úhyn dřevin. Ohňovce jsou nebezpečnými dřevními parazity. Napadají většinou oslabené živé dřeviny a způsobují odumírání větví nebo celé rostliny.

## Ekologie
Plodnice lze najít v lednu až prosinci v zahradách, sadech, ale i v lesích na spodních částech živých i mrtvých větví peckovin.

## Ochrana rostlin
Dezinfekce nářadí, omezení poškození kmene, ošetření ran.